# Omlett
Az omlett tojásétel,  mely felvert tojásból készül, amit vajon, vagy más zsiradékon serpenyőben – a rántottával ellentétben kevergetés nélkül – sütnek meg.

## Elkészítése
A tojást a tejjel és a liszttel simára keverik, sózzák. A vajat megolvasztják a serpenyőben és adagonként megsütik (egyszerre 1-1 személy adagját öntik a serpenyőbe).

## A szó eredete
A szó a francia omelette szóból ered.

## Fajtái
1. Összehabart, sütött tojáslepény, amelyet felaprózott hús, hal vagy zöldségekkel töltve készítenek és mint előételt tálalják.
2. Cukorral összehabarva, gyümölcsízzel tésztát pótol, néha rummal leöntik és meggyújtják (párizsi omlett).
3. Édesen, a tojásfehérjét habosra verve omlett-felfújt (omlette soufflée). Ha ezzel a tésztaalappal fagylaltot vonnak be és így sütik meg, azt sült fagylaltnak vagy omelette surprise-nak nevezik.

## Képgaléria

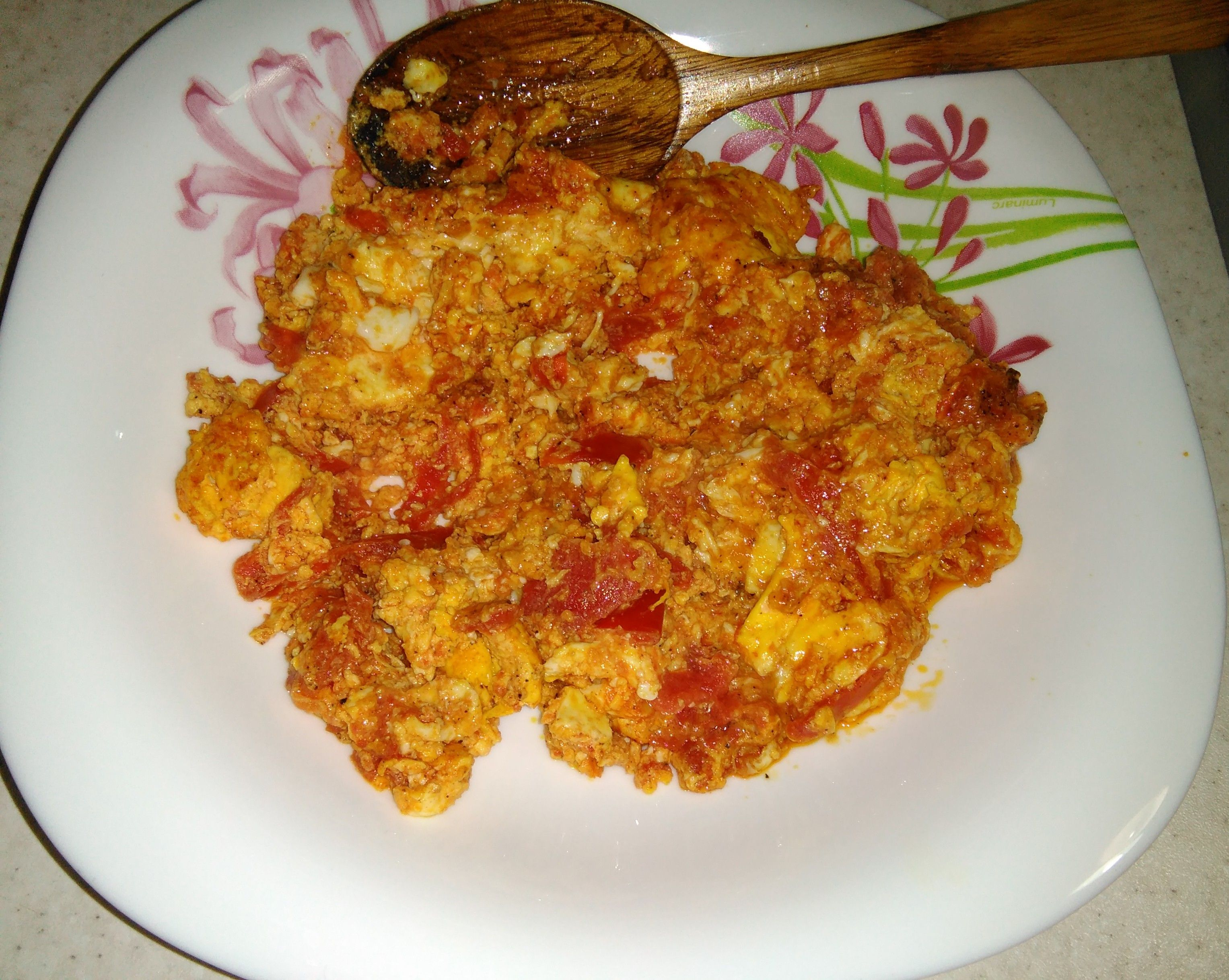
Iráni omlett
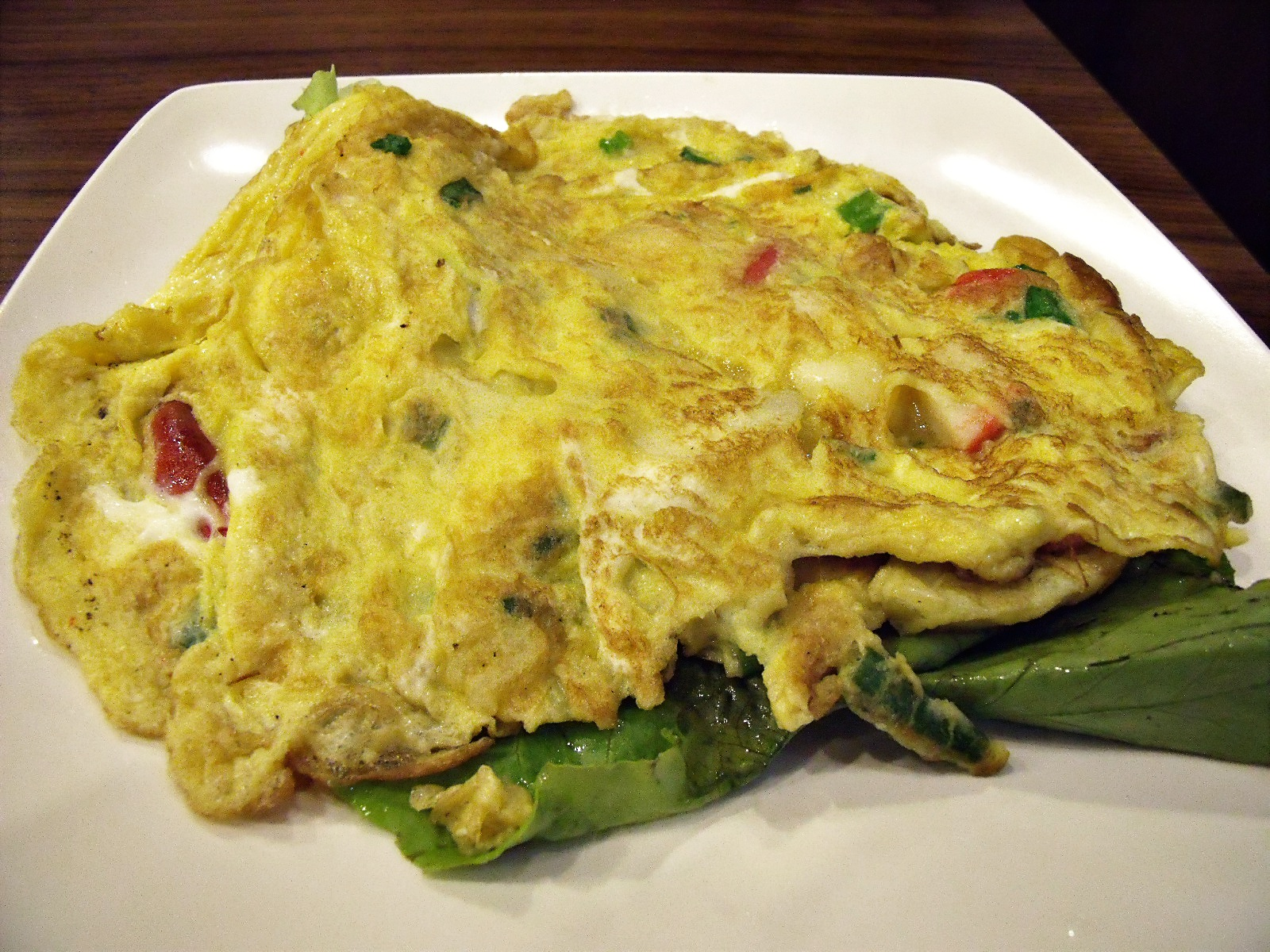
Zöldséges omlett
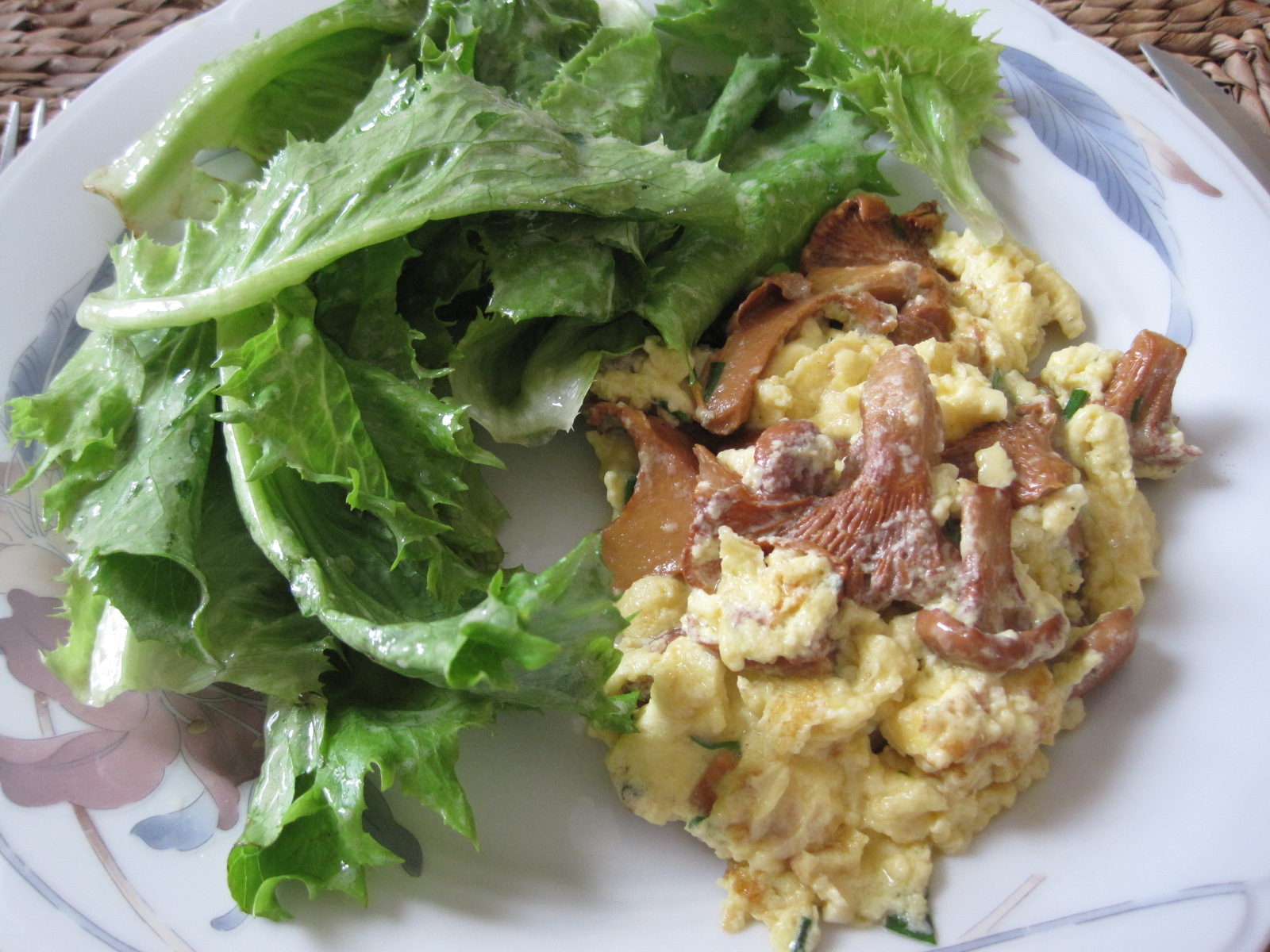
Omelette aux girolles.

## Ételkombinációk
- Az omlett az egyik alkotórésze a japán omurice nevű ételkülönlegességnek.
- A rántotta és az omlett közé esik az olasz nemzeti ételkülönlegesség, a frittata.